# Leichtathletik-Europameisterschaften 1946/400 m Hürden der Männer

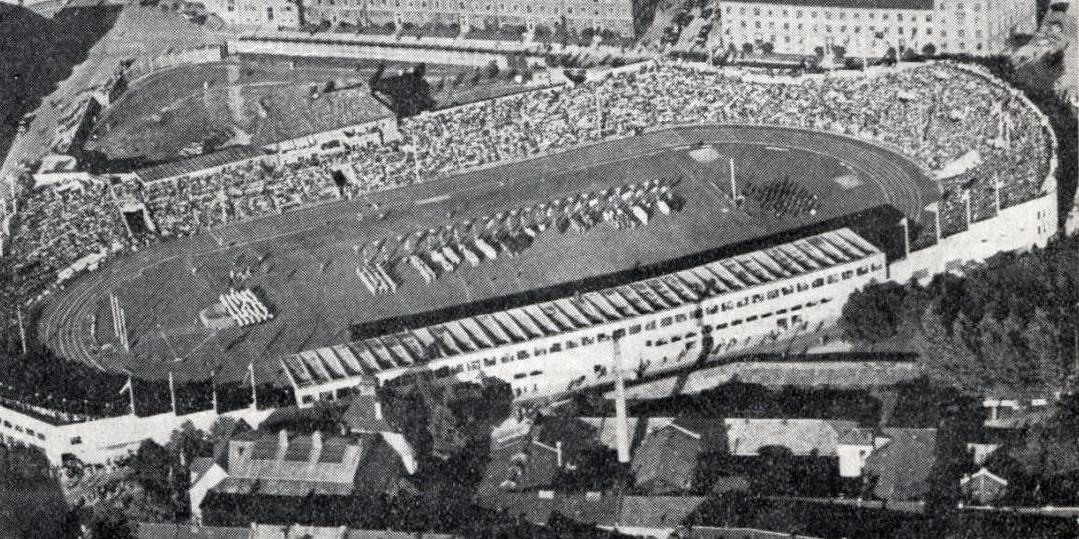
Das Bislett-Stadion in Oslo kurz nach den Europameisterschaften

Der 400-Meter-Hürdenlauf der Männer bei den Leichtathletik-Europameisterschaften 1946 wurde am 22. und 24. August 1946 im Bislett-Stadion der norwegischen Hauptstadt Oslo ausgetragen.
Mit Silber und Bronze gab es zwei Medaillen für Schweden. Europameister wurde der Finne Bertel Storskrubb, dessen Vorname in zahlreichen Veröffentlichungen auch als Bertil genannt wird. Den zweiten Platz belegte Sixten Larsson. Bronze ging an Rune Larsson.

## Rekorde

### Bestehende Rekorde
| Weltrekord           | 50,6 s | Glenn Hardin              | Stockholm, Schweden     | 26. Juli 1934     |
| Europarekord         | 51,6 s | Friedrich-Wilhelm Hölling | Berlin, Deutsches Reich | 9. Juli 1939      |
| Meisterschaftsrekord | 53,1 s | Prudent Joye              | EM Paris, Frankreich    | 4. September 1938 |

### Rekordverbesserungen
In diesem Wettbewerb gab es einen neuen EM-Rekord. Darüber hinaus wurden drei Landesrekorde aufgestellt.
- Meisterschaftsrekord:
  - 52,2 s – Bertel Storskrubb (Finnland), Finale am 24. August
- Landesrekorde:
  - 52,2 s – Bertel Storskrubb (Finnland), Finale am 24. August
  - 52,4 s – Sixten Larsson (Schweden), Finale am 24. August
  - 52,6 s – Yves Cros (Frankreich), Finale am 24. August

## Vorrunde
22. August 1946, 18.30 Uhr
Die Vorrunde wurde in zwei Läufen durchgeführt. Die ersten drei Athleten pro Lauf – hellblau unterlegt – qualifizierten sich für das Finale.

### Vorlauf 1
| Platz | Name              | Nation           | Zeit (s) |
| ----- | ----------------- | ---------------- | -------- |
| 1     | Yves Cros         | Frankreich       | 54,7     |
| 2     | Rune Larsson      | Schweden         | 55,8     |
| 3     | Werner Christen   | Schweiz          | 57,7     |
| 4     | Vlastimil Holeček | Tschechoslowakei | 58,4     |
| 5     | Ole Dorph Jensen  | Dänemark         | 62,7     |

### Vorlauf 2
| Platz | Name              | Nation         | Zeit (s) |
| ----- | ----------------- | -------------- | -------- |
| 1     | Bertel Storskrubb | Finnland       | 54,2     |
| 2     | Sixten Larsson    | Schweden       | 54,8     |
| 3     | Ronald Ede        | Großbritannien | 55,3     |
| 4     | Jacques Maloubier | Frankreich     | 55,3     |
| 5     | Werner Rugel      | Schweiz        | 55,5     |

## Finale

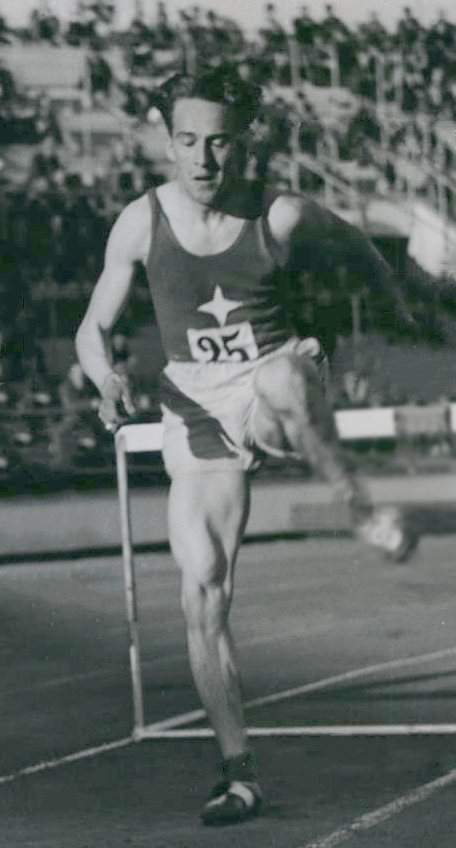
Europameister Bertel Storskrubb im Jahr 1939
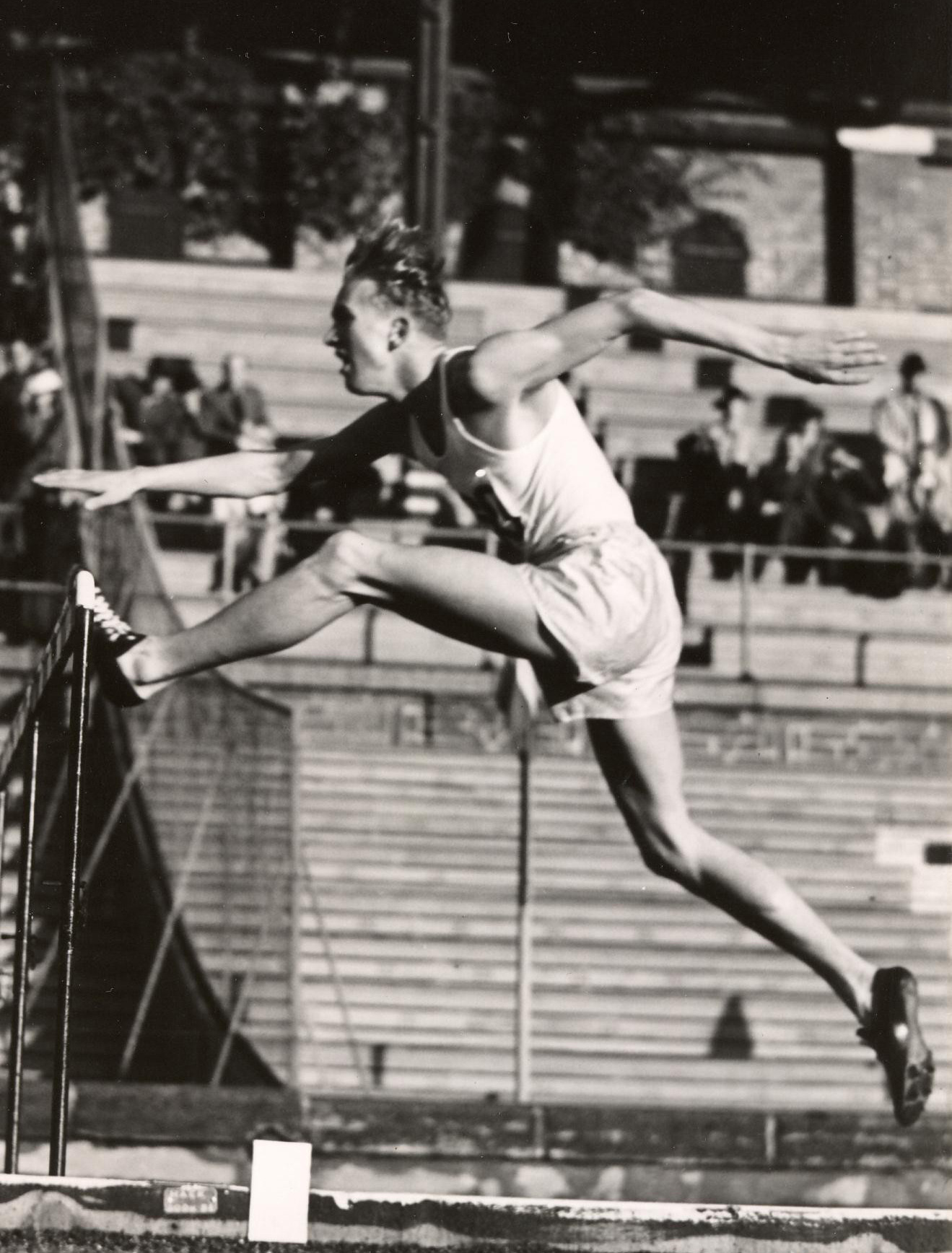
Vizeeuropameister Sixten Larsson
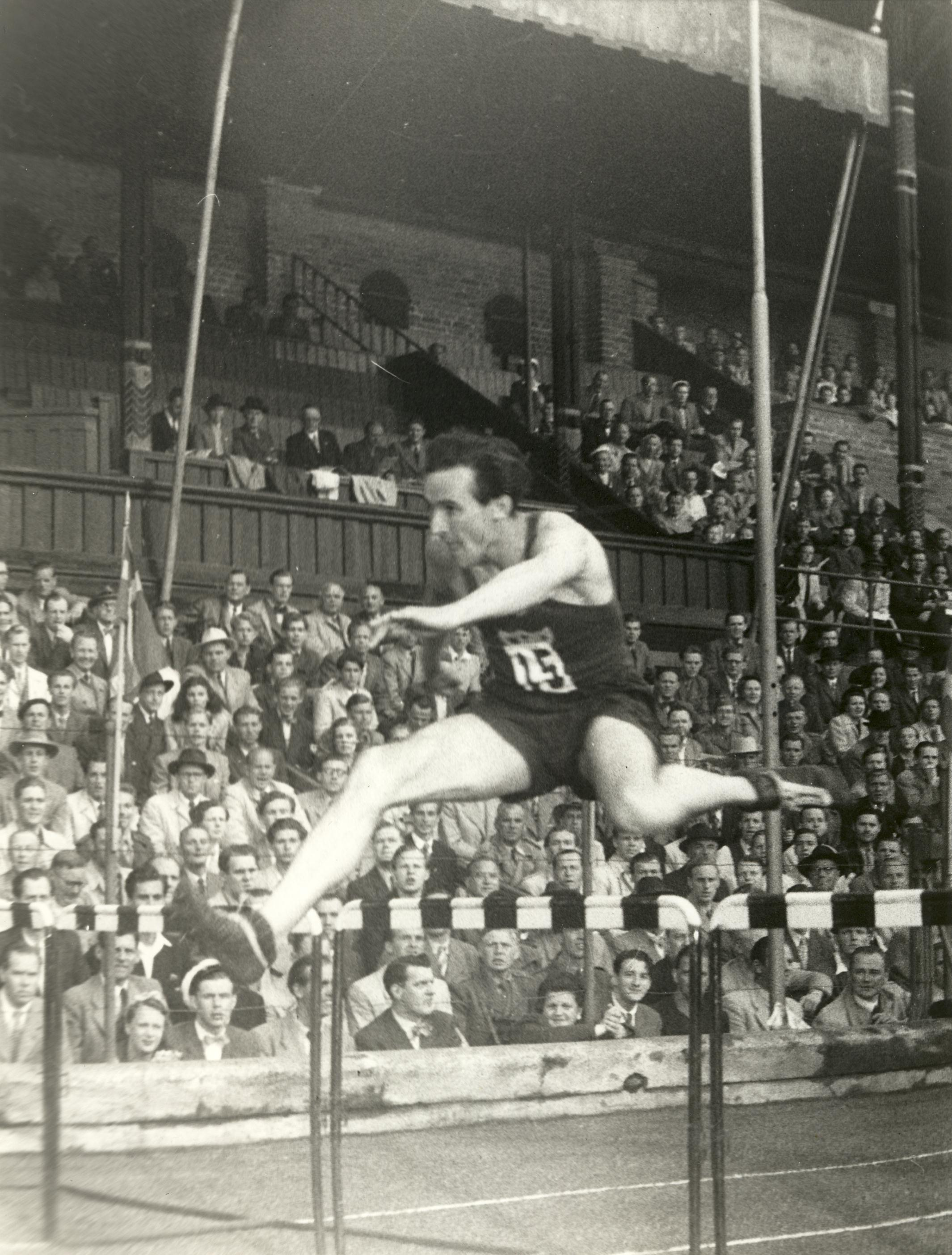
Bronzemedaillengewinner Rune Larsson

24. August 1946, 19.30 Uhr
| Platz | Name              | Nation         | Zeit (s)   |
| ----- | ----------------- | -------------- | ---------- |
| 1     | Bertel Storskrubb | Finnland       | 52,2 CR/NR |
| 2     | Sixten Larsson    | Schweden       | 52,4 NR    |
| 3     | Rune Larsson      | Schweden       | 52,5       |
| 4     | Yves Cros         | Frankreich     | 52,6 NR    |
| 5     | Werner Christen   | Schweiz        | 55,4       |
| 6     | Ronald Ede        | Großbritannien | 56,5       |